# Little Tey
Little Tey is een dorp in het Engelse graafschap Essex. Het dorp heeft een kerk.
Little Tey ligt nabij het Station Marks Tey, en ongeveer 9,7 kilometer ten westen van Colchester. Het maakt deel uit van een groep dorpen genaamd de Teys.